# Juan de Arguijo
Don Juan de Arguijo (Sevilla, 1567 - idm. 1623), poeta, mecenes i músic espanyol pertanyent al Segle d'or espanyol dintre el corrent estètic barroc.
Va escriure obres molt apreciables, però principalment es feu cèlebre per la decidida protecció que dispensà a escriptors i artistes en els que dispensà la seva fortuna, fins al punt de què en els últims anys de la seva vida tingué de viure de les rendes de la seva esposa Na María de Guzmán. Fou cavaller veinticuatro de Sevilla i procurador per aquella ciutat en les corts de 1598. El seu nom figura en la portada de gran nombre d'obres els quals autors li dedicaren obligats per la seva generositat. El mateix Lope de Vega li dedicà el poema Belleza de Angélica, i en diverses ocasions es manifesta reconegut a les mercès rebudes d'Arguijo.
Signà algunes de les seves obres amb el pseudònim d'Arcicio, sent molt notables una col·lecció de preciosos Sonetos impregnats d'encisador arcaisme, que criden l'atenció per la seva senzillesa i sentiment; figuren en les mateixes col·leccions que els de Bartolomé de Alcázar; alguns crítics literaris els han equiparat als de Quevedo, Lope i els Argensola.
També són notables les seves Cartas, que Lope de Vega menciona i lloa a La nina boba, i una composició en vers titulada Relació de la fiestas que hizo en Sevilla don Melchor de la Alcazara en obsequio de la Inmaculada Concepción. Se sap que va escriure diverses obres que per desgracia s'ha perdut.